# Lyrocardium aeolicum
Lyrocardium aeolicum is een tweekleppigensoort uit de familie van de Cardiidae. De wetenschappelijke naam van de soort is voor het eerst geldig gepubliceerd in 1778 door Born.